# Gregbeu
Gregbeu är en underprefektur i Elfenbenskusten. Den ligger i departementet Zoukougbeu, i den centrala delen av landet, 170 km väster om huvudstaden Yamoussoukro.